# Aloe gossweileri
Aloe gossweileri là một loài thực vật có hoa trong họ Măng tây. Loài này được Reynolds mô tả khoa học đầu tiên năm 1962.